# Luis Fernando Télles
Luis Fernando Télles González (León, Guanajuato, México, 9 de marzo de 1992) es un futbolista mexicano que juega de centrocampista y su actual equipo es el C. D. Coria de la Segunda Federación.

## Trayectoria
Télles, centrocampista que ejerce también como pivote defensivo, que debutó en las filas del Club Atlas de Guadalajara con Benjamín Galindo en el Clausura 2011, al mandarlo al campo por Hebert Alférez en el minuto 86' del partido contra UAG en el Estadio Jalisco. 
Télles ha desarrollado gran parte de su trayectoria entre el Atlas y el Leones Negros, con el que sería campeón de Ascenso en 2014.
Télles también ha sido internacional en categorías inferiores con la selección sub-17 de México.
Más tarde, pasaría por los equipos mexicanos como el FC Juárez, Celaya o Cafetaleros, equipos de la Segunda División mexicana. 
El 20 de julio de 2020, firma con el Salamanca CF UDS de la Segunda División B de España.
En 2022, tras su llegada al C. P. Cacereño cuaja un rendimiento muy notable, enfrentando en Copa del Rey a equipos como el Girona FC o el Real Madrid y con un gran desempeño también en el campeonato liguero.
Después de dos temporadas con el conjunto de Cáceres, firma por el C. D. Coria de la Segunda Federación.

## Clubes
| Club                                           | País   | Año         |
| ---------------------------------------------- | ------ | ----------- |
| Club Atlas de Guadalajara                      | México | 2011 - 2013 |
| Leones Negros de la Universidad de Guadalajara | México | 2014 - 2015 |
| Club Atlas de Guadalajara                      | México | 2015        |
| Leones Negros de la Universidad de Guadalajara | México | 2016        |
| FC Juárez                                      | México | 2017 - 2018 |
| Leones Negros de la Universidad de Guadalajara | México | 2018 - 2019 |
| Celaya Fútbol Club                             | México | 2019        |
| Cafetaleros de Chiapas                         | México | 2020        |
| Salamanca CF UDS                               | España | 2020 - 2022 |
| Club Polideportivo Cacereño                    | España | 2022 - 2024 |
| Club Deportivo Coria                           | España | 2024 - Act. |

## Palmarés

### Campeonatos nacionales
| Título             | Club          | País   | Año         |
| ------------------ | ------------- | ------ | ----------- |
| Campeón de Ascenso | Leones Negros | México | 2013 - 2014 |